# TAC (麻酔薬)
TACはテトラカイン（Tetracaine)、アドレナリン（Adrenaline）、コカイン（Cocaine）の略で、1980年にPryorらによって発表された表面麻酔・浸潤麻酔用の局所麻酔薬の混合液である。日本では薬価収載されていない。
医療におけるコカインの使用にまつわる薬物横流し、毒性や費用に関する懸念のため、コカインはリドカインに置き換えられ、リドカイン、エピネフリン（アドレナリンの別名）、テトラカイン（LET）という新しい製剤が作られた。TACもLETも小児患者への使用が推奨されてきた。